# Арија Ђовани
Арија Ђовани (итал. Aria Giovanni), рођена као Синди Рене Волк (енгл. Cindy Renée Volk), Лонг Бич, 3. новембар 1977, амерички је модел и порно глумица која је била девојка Пентхауса месеца септембра 2000. године.

## Биографија
Арија је рођена на Лонг Бичу, у Калифорнији, 1977. године. Студирала је биологију у Сан Дијегу, а поред тога била је и конобарица и учитељица. Тада је одлучила да се опроба и као модел, крајем 1999. године. Године 2000. ју је Ејми Свит представила познатом фотографу Сузу Рендалу, који је већ у мају направио слике Арије Ђовани и оне су објављене су у магазину Пентхаус. Примљена је на Калифорнијски универзитет у Сан Дијегу, међутим напустила је факултет.
Била је у браку са гитаристом Џоном Лоуеријем (енгл. John Lowery) из групе Мерилин Менсон.

## Награде
- 2010 XBIZ Награда номинација - Web Babe/Starlet of the Year[6]